# Сан Ђовани (Катанцаро)
Сан Ђовани је насеље у Италији у округу Катанцаро, региону Калабрија.
Према процени из 2011. у насељу је живело 231 становника. Насеље се налази на надморској висини од 530 м.